# 25151 Stefanschröder
(25151) Stefanschröder, denumire internațională (25151) Stefanschroder, este un asteroid din centura principală de asteroizi.

## Descriere
25151 Stefanschröder este un asteroid din centura principală de asteroizi. A fost descoperit pe 16 septembrie 1998 la Stația Anderson Mesa în cadrul programului LONEOS. Asteroidul prezintă o orbită caracterizată de o semiaxă mare de 2,76 ua, o excentricitate de 0,23 și o înclinație de 9,5° în raport cu ecliptica.